# Kedesz (Judea)
Kedesz, Kadesz – miejsce, zlokalizowane według Księgi Jozuego (Joz 15,23) na pograniczu Edomu i południowo-wschodniej Judei.